# Бриттані-Фармс-Те-Гайлендс (Пенсільванія)
Бриттані-Фармс-Те-Гайлендс (англ. Brittany Farms-The Highlands) — переписна місцевість (CDP) в США, в окрузі Бакс штату Пенсільванія. Населення — 4175 осіб (2020).

## Географія
Бриттані-Фармс-Те-Гайлендс розташоване за координатами 40°16′8″ пн. ш. 75°12′51″ зх. д. / 40.26889° пн. ш. 75.21417° зх. д. (40.268931, -75.214217).  За даними Бюро перепису населення США в 2010 році переписна місцевість мала площу 3,10 км², з яких 3,09 км² — суходіл та 0,01 км² — водойми.

## Демографія
Згідно з переписом 2010 року, у переписній місцевості мешкало 3695 осіб у 1558 домогосподарствах у складі 989 родин. Густота населення становила 1192 особи/км².  Було 1609 помешкань (519/км²).
Расовий склад населення:
| - 92,6 % — білих - 3,7 % — азіатів - 2,1 % — чорних або афроамериканців |

До двох чи більше рас належало 1,2 %. Частка іспаномовних становила 2,5 % від усіх жителів.
За віковим діапазоном населення розподілялося таким чином: 23,3 % — особи молодші 18 років, 57,3 % — особи у віці 18—64 років, 19,4 % — особи у віці 65 років та старші. Медіана віку мешканця становила 42,1 року. На 100 осіб жіночої статі у переписній місцевості припадало 86,5 чоловіків;  на 100 жінок у віці від 18 років та старших — 83,7 чоловіків також старших 18 років.
Середній дохід на одне домашнє господарство  становив 108 154 долари США (медіана — 85 917), а середній дохід на одну сім'ю — 129 128 доларів (медіана — 109 079). Медіана доходів становила 78 466 доларів для чоловіків та 58 345 доларів для жінок. За межею бідності перебувало 1,9 % осіб, у тому числі 0,0 % дітей у віці до 18 років та 9,8 % осіб у віці 65 років та старших.
Цивільне працевлаштоване населення становило 2103 особи. Основні галузі зайнятості: освіта, охорона здоров'я та соціальна допомога — 27,4 %, роздрібна торгівля — 14,7 %, фінанси, страхування та нерухомість — 11,6 %, виробництво — 9,7 %.